# Hawangen
Hawangen é um município da Alemanha, situado no distrito de Baixa Algóvia, no estado da Baviera. Tem 14,50 km² de área, e sua população em 2019 foi estimada em 1.315 habitantes.